# Кропивницький інститут державного та муніципального управління
Кропивницький інститут державного та муніципального управління (КІДМУ) — вищий навчальний заклад IV рівня акредитації.

## Історія
Класичний приватний університет засновано 1 жовтня 1992 року. Створений у перші роки незалежності України, університет став одним із перших провідних навчальних закладів приватної форми власності в Україні, пройшовши шлях від молодого інституту до Класичного університету.

Метою Класичного приватного університету є організація на найвищому рівні навчально-методичної, виховної, наукової діяльності, що ґрунтується на принципах гуманізму та демократизму, спрямована на виховання високоморального, фізично здорового, інтелектуально розвиненого покоління, свідомих громадян України, кваліфікованих фахівців, готових приступити до трудової діяльності та відповідальних за долю суспільства, держави й людства.

У 2007 році університет успішно пройшов процедуру міжнародної сертифікації у Міжнародному товаристві з освіти IES. Сертифікаційний рівень Класичного приватного університету — bbb («Навчальний заклад високого рівня професіоналізму»).

У Запорізькому інституті державного та муніципального управління (колишня назва Класичного приватного університету) 10 років тому готували спеціалістів лише за 5 спеціальностями. Минулі роки — це роки становлення вищого навчального закладу: Запорізький інститут державного та муніципального управління було реорганізовано в Гуманітарний університет Запорізький інститут державного та муніципального управління, а згодом у Класичний приватний університет. Це не просто зміна назв, а принципова зміна якості вищого навчального закладу.

Близько 300 аспірантів і докторантів здійснюють науково-дослідну роботу за 15 науковими спеціальностями. Щорічно викладачами та науково-педагогічними працівниками університету захищається до 30 кандидатських та 4 докторських дисертацій. На сьогодні в Класичному приватному університеті вже 7 спеціалізованих рад із захисту дисертацій, з яких 4 докторських, за 14 спеціальностями в Класичному приватному університеті атестують науковців з усієї України.
До організаційної структури університету входять: коледж та 11 навчально-наукових інститутів. Одним із них є Кіровоградський інститут державного та муніципального управління Класичного приватного університету (КІДМУ КПУ).
У 2010 році у Кіровограді (Кропивницькому) був створений навчально-консультативний пункт Інституту права ім. В. Сташиса КПУ, де навчалося лише 58 студентів заочної форми навчання за напрямом «Право» та спеціальністю «Правознавство». У вересні 2011 року кількість студентів збільшилася до 160.
14 жовтня 2011 року вперше відбулося урочисте вручення дипломів «магістра права».
У зв'язку з ліквідацією Кіровоградського юридичного інституту Харківського національного університету внутрішніх справ виникла необхідність у створенні нового потужного вищого навчального закладу, який би надав можливість не лише отримати повну вищу юридичну освіту за спеціальністю «Правознавство», але й підготувати висококваліфікованих фахівців, які б були спроможні діяти від імені держави, в її інтересах, захищаючи законні права та інтереси кожного громадянина. Відтак 2011 рік ознаменувався реорганізацією навчально-консультативного пункту Інституту права ім. В. Сташиса Класичного приватного університету у повноцінний вищий навчальний заклад — структурний підрозділ Класичного приватного університету — Кіровоградський інститут державного та муніципального управління Класичного приватного університету, в якому вже навчалося більше 150 студентів.
Кіровоградський інститут державного та муніципального управління Класичного приватного університету створено згідно із п. 1 ст. 5 Статуту Класичного приватного університету та відповідно до наказу Ректора від 30 вересня 2011 року № 126/1 з метою удосконалення управління та структури Класичного приватного університету, поліпшення якості профорієнтаційної, освітньої та наукової діяльності, ефективного використання кадрового потенціалу й матеріально-технічної бази, підвищення якості підготовки фахівців за освітньо-кваліфікаційними рівнями «бакалавр», «спеціаліст», «магістр» у системі ступеневої освіти.

Вищий навчальний заклад здійснює підготовку юристів для підприємств, установ та організацій всіх форм власності, у тому числі органів державної влади, органів місцевого самоврядування, суду, адвокатури, прокуратури, юстиції, органів внутрішніх справ, консульських установ, податкової інспекції, митної служби, а також навчальних закладів та науково-дослідних установ. 

Основним суб'єктом науково-дослідницької діяльності в інституті є кафедра правознавства, яка забезпечує проведення навчально-методичної, науково-дослідної та виховної роботи з навчальних дисциплін, закріплених за нею, та відповідає за реалізацію державної політики у галузі освіти.

Рішенням Акредитаційної комісії 28 липня 2014 року Кропивницькому інституту державного та муніципального управління  було надано ліцензію АЕ № 458716 від 28.07.2014 р., протокол № 110 (наказ МОН України від 15.07.2014 р. №2642л).
ПВНЗ «Кропивницький інститут державного та муніципального управління» здійснює підготовку фахівців за такими спеціальностями: «Право», «Соціальна робота», «Облік і оподаткування». Для навчання в Класичному приватному університеті проводиться набір за спеціальностями: «Економіка», «Міжнародні економічні відносини», «Облік і оподаткування», «Фінанси, банківська справа та страхування», «Маркетинг», «Право», «Науки про освіту», «Публічне управління та адміністрування».
Також на базі інституту працює Коледж ПВНЗ «Кропивницький інститут державного та муніципального управління», у якому можна здобути престижні професії за спеціальностями: «Право», «Соціальна робота», «Облік і оподаткування», «Фінанси, банківська справа та страхування».
Навчальний процес в інституті забезпечують п`ять кафедр, зокрема кафедра філософських та гуманітарних дисциплін, кафедра адміністративного, кримінального права та процесу, кафедра фундаментальних та приватно-правових дисциплін,  кафедра обліку та оподаткування, а також кафедра соціальної роботи. На кафедрах працюють висококваліфіковані та досвідчені спеціалісти, 96% з яких мають наукові ступені кандидата та доктора наук, а також фахівці-практики. У викладанні дисциплін застосовуються інноваційні методи й технології, що відповідають сучасним державним стандартам.
Студенти інституту беруть активну участь у конференціях та семінарах, які проводять провідні ВНЗ України, зокрема Київський національний університет імені Тараса Шевченка, Національний юридичний університет імені Ярослава Мудрого, Національний університет «Одеська юридична академія», Класичний приватний університет та інші.
Чільне місце в роботі навчального закладу посідає виховна, культурно-масова робота. Студенти інституту мають можливість реалізувати свої творчі здібності й таланти під час щорічного святкування визначних подій та професійних свят, у конкурсах краси, спортивних змаганнях. Активно розвивається студентське самоврядування.
В інституті створено умови для всіх охочих проходити військове навчання за програмою підготовки офіцерів запасу (військова кафедра).
З 20 березня 2017 року ПВНЗ «Кіровоградський інститут державного та муніципального управління Класичного приватного університету» перейменовано на приватний вищий навчальний заклад «Кропивницький інститут державного та муніципального управління».

## Напрями підготовки та спеціальності
Здійснює підготовку фахівців за напрямами підготовки та спеціальностями:
- Правознавство
- Облік і аудит
- Соціальна робота
- Державна служба
- Педагогіка вищої школи
- Геодезія, картографія та землеустрій

## Адреса
м. Кропивницький, вул. Миколи Левитського, 73;